# Lijst van voetbalinterlands Engeland - Verenigde Staten
Deze lijst van voetbalinterlands is een overzicht van alle officiële voetbalwedstrijden tussen de nationale teams van Engeland en de Verenigde Staten. De landen speelden tot op heden twaalf keer tegen elkaar. Het eerste duel, een groepswedstrijd tijdens het Wereldkampioenschap voetbal 1950, werd gespeeld in Belo Horizonte (Brazilië) op 29 juni 1950. De laatste ontmoeting, een groepswedstrijd tijdens het Wereldkampioenschap voetbal 2022, vond plaats op 25 november 2022 in Al Khawr (Qatar).

## Wedstrijden
| №  | Plaats         | Datum            | Competitie        | Wedstrijd                   | Uitslag |
| -- | -------------- | ---------------- | ----------------- | --------------------------- | ------- |
| 1  | Belo Horizonte | 29 juni 1950     | WK 1950           | Engeland – Verenigde Staten | 0 – 1   |
| 2  | New York       | 8 juni 1953      | Vriendschappelijk | Verenigde Staten – Engeland | 3 – 6   |
| 3  | Los Angeles    | 28 mei 1959      | Vriendschappelijk | Verenigde Staten – Engeland | 1 – 8   |
| 4  | New York       | 27 mei 1964      | Vriendschappelijk | Verenigde Staten – Engeland | 0 – 10  |
| 5  | Los Angeles    | 16 juni 1985     | Vriendschappelijk | Verenigde Staten – Engeland | 0 – 5   |
| 6  | Boston         | 9 juni 1993      | Vriendschappelijk | Verenigde Staten – Engeland | 2 – 0   |
| 7  | Londen         | 7 september 1994 | Vriendschappelijk | Engeland – Verenigde Staten | 2 – 0   |
| 8  | Chicago        | 28 mei 2005      | Vriendschappelijk | Verenigde Staten – Engeland | 1 – 2   |
| 9  | Londen         | 28 mei 2008      | Vriendschappelijk | Engeland – Verenigde Staten | 2 – 0   |
| 10 | Rustenburg     | 12 juni 2010     | WK 2010           | Engeland – Verenigde Staten | 1 – 1   |
| 11 | Londen         | 15 november 2018 | Vriendschappelijk | Engeland – Verenigde Staten | 3 – 0   |
| 12 | Al Khawr       | 25 november 2022 | WK 2022           | Engeland – Verenigde Staten | 0 − 0   |

## Samenvatting
| Competitie        | Totaal gespeeld | Winst Engeland | Gelijk | Winst Verenigde Staten | Doelsaldo Engeland – Verenigde Staten |
| ----------------- | --------------- | -------------- | ------ | ---------------------- | ------------------------------------- |
| WK-eindronde      | 3               | 0              | 2      | 1                      | 1 − 2                                 |
| Vriendschappelijk | 9               | 8              | 0      | 1                      | 38 − 7                                |
| Totaal            | 12              | 8              | 2      | 2                      | 39 − 9                                |

Wedstrijden bepaald door strafschoppen worden, in lijn met de FIFA, als een gelijkspel gerekend.

## Details

### Zesde ontmoeting
| Vriendschappelijk (Boston, Verenigde Staten, 9 juni 1993):                                |       |          |
| Verenigde Staten                                                                          | 2 – 0 | Engeland |
| Thomas Dooley 42' Alexi Lalas 72'                                                         | goals |          |
| - 43ste en laatste interland van doelman Chris Woods (Sheffield Wednesday) voor Engeland. |       |          |

### Zevende ontmoeting
| Vriendschappelijk (Londen, Verenigd Koninkrijk, 7 september 1994):                                                                                          |              | |
| Engeland | 2 – 0        | Verenigde Staten |
| Alan Shearer 33' Alan Shearer 40' | goals        | |
| Terry Venables | bondscoach   | Bora Milutinović |
| David Seaman Tony Adams Rob Jones Gary Pallister Graeme Le Saux Barry Venison Darren Anderton John Barnes David Platt Teddy Sheringham 80' Alan Shearer 80' | opstellingen | 81' Brad Friedel 70' Jeff Agoos Marcelo Balboa Alexi Lalas Paul Caligiuri Thomas Dooley Mike Sorber 81' Claudio Reyna Cobi Jones 81' Earnest Stewart 46' Hugo Pérez |
| Les Ferdinand 80' Ian Wright 80' | wissels      | 46' Eric Wynalda 70' Mike Lapper 81' Jurgen Sommer 81' Joe-Max Moore 81' Frank Klopas                                                                               |
| - Debuut van verdediger Barry Venison (Newcastle United) voor Engeland.                                                                                     |              | |

### Tiende ontmoeting
| WK 2010 (Rustenburg, Zuid-Afrika, 12 juni 2010): |              | |
| Engeland | 1 – 1        | Verenigde Staten |
| Steven Gerrard 4' | goals        | 40' Clint Dempsey |
| Fabio Capello | bondscoach   | Bob Bradley |
| Robert Green Glen Johnson Ledley King 45' John Terry Ashley Cole Aaron Lennon Frank Lampard Steven Gerrard James Milner 31' Wayne Rooney Emile Heskey | opstellingen | Tim Howard Steven Cherundolo Jay DeMerit Oguchi Onyewu Carlos Bocanegra Michael Bradley Ricardo Clark Landon Donovan Clint Dempsey 86' Jozy Altidore 77' Robbie Findley |
| Shaun Wright-Phillips 31' Jamie Carragher 45' | wissels      | 77' Edson Buddle 86' Stuart Holden |
| James Milner 26' Jamie Carragher 60' Steven Gerrard 61'                                                                                               | gele kaarten | 39' Steven Cherundolo 47' Jay DeMerit 74' Robbie Findley |

FA · A-internationals · Selecties · Bondscoaches · Engels vrouwenelftal · Brits olympisch elftal · Engeland -21 · Engeland -20 · Engeland -19 · Engeland -18 · Engeland -17 · Engeland -16 · Vrouwen -17
1872 – 1899 ·
1900 – 1919 ·
1920 – 1929 ·
1930 – 1939 ·
1940 – 1949 ·
1950 – 1959 ·
1960 – 1969 ·
1970 – 1979 ·
1980 – 1989 ·
1990 – 1999 ·
2000 – 2009 ·
2010 – 2019 ·
2020 − 2029
EK's: 1968 ·
1980 ·
1988 ·
1992 ·
1996 ·
2000 ·
2004 ·
2012 · 
2016 · 
2020 · 
2024
WK's: 1950 ·
1954 ·
1958 ·
1962 ·
1966 ·
1970 ·
1982 ·
1986 ·
1990 ·
1998 ·
2002 ·
2006 ·
2010 ·
2014 ·
2018 · 
2022
Albanië ·
Algerije ·
Andorra ·
Argentinië ·
Australië ·
Azerbeidzjan ·
België ·
Bosnië en Herzegovina ·
Brazilië ·
Bulgarije ·
Canada ·
Chili ·
China ·
Colombia ·
Costa Rica ·
Cyprus ·
Denemarken ·
DDR · 
Duitsland ·
Ecuador ·
Egypte ·
Estland ·
Finland ·
Frankrijk ·
Georgië ·
Ghana ·
GOS ·
Griekenland ·
Honduras ·
Hongarije ·
Ierland ·
IJsland · 
Iran ·
Israël ·
Italië ·
Ivoorkust ·
Jamaica ·
Japan ·
Joegoslavië ·
Kameroen ·
Kazachstan ·
Koeweit ·
Kosovo ·
Kroatië ·
Liechtenstein ·
Litouwen ·
Luxemburg ·
Maleisië ·
Malta ·
Marokko ·
Mexico ·
Moldavië ·
Montenegro ·
Nederland ·
Nieuw-Zeeland ·
Nigeria ·
Noord-Ierland ·
Noord-Macedonië ·
Noorwegen ·
Oekraïne ·
Oostenrijk ·
Panama · 
Paraguay ·
Peru · 
Polen ·
Portugal ·
Roemenië ·
Rusland ·
San Marino · 
Saoedi-Arabië ·
Schotland ·
Senegal ·
Servië ·
Servië en Montenegro · 
Slovenië ·
Slowakije ·
Sovjet-Unie ·
Spanje ·
Trinidad en Tobago ·
Tsjechië ·
Tsjecho-Slowakije ·
Tunesië ·
Turkije ·
Uruguay ·
Verenigde Staten ·
Wales ·
Wit-Rusland ·
Zuid-Afrika ·
Zuid-Korea ·
Zweden ·
Zwitserland
Algerije (2010) · 
Argentinië (1986) · 
Argentinië (1998) · 
Argentinië (2002) · 
België (1990) · 
België (2018, 1) · 
België (2018, 2) · 
Brazilië (2002) · 
Colombia (1998) ·
Colombia (2018) ·
Costa Rica (2014) ·
Denemarken (2002) ·
Denemarken (2021) · 
Duitsland (2000) ·
Duitsland (2010) ·
Duitsland (2021) ·
Ecuador (2006) ·
Egypte (1990) ·
Frankrijk (1982) ·
Frankrijk (2012) ·
Frankrijk (2022) ·
Ierland (1990) · 
IJsland (2016) ·
Italië (1990) · 
Italië (2012) · 
Italië (2014) · 
Italië (2021) · 
Kameroen (1990) · 
Koeweit (1982) · 
Kroatië (2018) ·
Kroatië (2021) · 
Marokko (1986) · 
Nederland (1990) · 
Nigeria (2002) · 
Oekraïne (2012) · 
Oekraïne (2021) ·
Panama (2018) · 
Paraguay (1986) · 
Paraguay (2006) · 
Polen (1986) · 
Portugal (1986) · 
Portugal (2000) · 
Portugal (2006) · 
Roemenië (1998) ·
Roemenië (2000) ·
Rusland (2016) ·
Schotland (2021) ·
Senegal (2022) ·
Slovenië (2010) ·
Slowakije (2016) ·
Spanje (1982) ·
Spanje (2024) ·
Trinidad en Tobago (2006) ·
Tsjechië (2021) ·
Tsjecho-Slowakije (1982) ·
Tunesië (1998) ·
Tunesië (2018) ·
Uruguay (2014) ·
Verenigde Staten (2010) ·
Wales (2016) · 
West-Duitsland (1966) ·
West-Duitsland (1982) ·
West-Duitsland (1990) ·
Zweden (2002) ·
Zweden (2006) · 
Zweden (2012)
USSF · A-internationals · Selecties · Bondscoaches · Amerikaans vrouwenelftal · Olympisch elftal · USA -21 · USA -20 · USA -19 · USA -18 · USA -17
1885 – 1919 · 
1920 – 1929 · 
1930 – 1939 · 
1940 – 1949 · 
1950 – 1959 · 
1960 – 1969 · 
1970 – 1979 · 
1980 – 1989 · 
1990 – 1999 · 
2000 – 2009 · 
2010 – 2019 ·
2020 − 2029
CA 1993 · 
CA 1995 · 
CA 2007 · 
CA 2016
CC 1992 · 
CC 1999 · 
CC 2003 · 
CC 2009
WK 1930 · 
WK 1934 · 
WK 1950 · 
WK 1990 · 
WK 1994 · 
WK 1998 · 
WK 2002 · 
WK 2006 · 
WK 2010 · 
WK 2014
OS 1904 · 
OS 1924 · 
OS 1928 · 
OS 1936 · 
OS 1948 · 
OS 1952 · 
OS 1956 · 
OS 1972 · 
OS 1984 · 
OS 1988 · 
OS 1992 · 
OS 1996 · 
OS 2000 · 
OS 2008
Algerije ·
Antigua en Barbuda ·
Argentinië ·
Armenië ·
Australië ·
Azerbeidzjan ·
Barbados ·
België ·
Belize ·
Bermuda ·
Bolivia ·
Bosnië en Herzegovina ·
Brazilië ·
Canada ·
Chili ·
China ·
Colombia ·
Costa Rica ·
Cuba ·
Curaçao ·
Denemarken ·
DDR ·
Duitsland ·
Ecuador ·
Egypte ·
El Salvador ·
Engeland ·
Estland ·
Finland ·
Frankrijk ·
Ghana ·
GOS ·
Grenada ·
Griekenland ·
Guatemala ·
Guyana ·
Haïti ·
Honduras ·
Hongarije ·
Ierland ·
IJsland ·
Iran ·
Israël ·
Italië ·
Ivoorkust ·
Jamaica ·
Japan ·
Joegoslavië ·
Kaaimaneilanden ·
Kameroen ·
Koeweit ·
Letland ·
Liechtenstein ·
Luxemburg ·
Malta ·
Marokko ·
Martinique ·
Mexico ·
Moldavië ·
Nederland ·
Nederlandse Antillen ·
Nicaragua ·
Nieuw-Zeeland ·
Nigeria ·
Noord-Ierland ·
Noord-Korea ·
Noord-Macedonië ·
Noorwegen ·
Oekraïne ·
Oezbekistan ·
Oman ·
Oostenrijk ·
Panama ·
Paraguay ·
Peru ·
Polen ·
Portugal ·
Puerto Rico ·
Qatar ·
Roemenië ·
Rusland ·
Saint Kitts en Nevis ·
Saint Vincent en de Grenadines ·
Saoedi-Arabië ·
Schotland ·
Servië ·
Slovenië ·
Slowakije ·
Sovjet-Unie ·
Spanje ·
Thailand ·
Trinidad en Tobago ·
Tsjechië ·
Tsjecho-Slowakije ·
Tunesië ·
Turkije ·
Uruguay ·
Venezuela ·
Wales ·
Zuid-Afrika ·
Zuid-Korea ·
Zweden ·
Zwitserland
Algerije (2010) ·
België (2014) ·
Brazilië (2009, 2) ·
Duitsland (2014) ·
Engeland (2010) ·
Ghana (2006) · 
Ghana (2014) · 
Italië (2006) · 
Nederland (2022) ·
Portugal (2014) ·
Slovenië (2010) ·
Tsjechië (2006)